# Waffenfabrik Bern
Pour les articles homonymes, voir Bern (homonymie).

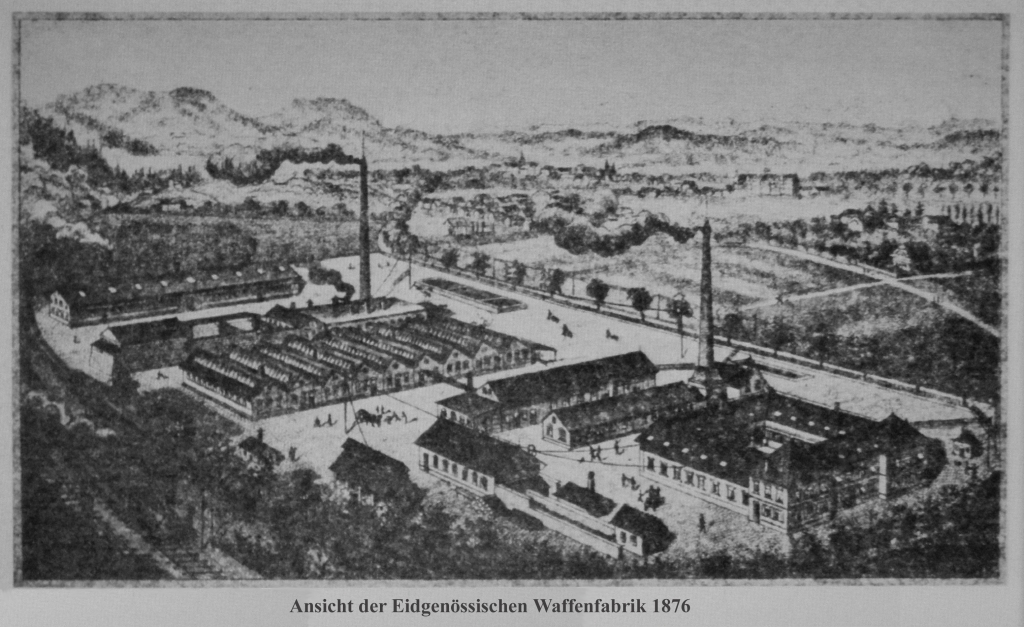
Photo de la fabrique d'armes de Berne.

La Fabrique fédérale d'armes de Berne aussi connue sous la dénomination W+F Bern (Waffenfabrik Bern), est une entreprise de fabrique d'armes propriété de la Confédération suisse et basée à Berne. Son ancien nom était la Eidgenössische Waffenfabrik Bern. La W+F a été intégrée à la RUAG en 1999, qui a par la suite cessé la production d'armes de poing et d'armes portatives.

## Liste d'armes fabriquées par W+F Bern
- Le fusil Vetterli 1869/71
- Le fusil Vetterli 1871
- Le fusil Vetterli 1878
- Le fusil Vetterli 1881

- Le fusil 1885
- Le fusil 1887/88
- Le fusil 1888
- Le fusil 1888/89
- Le fusil 1889
- Le fusil Schmidt-Rubin 1889
- Le mousqueton 1889
- Le mousqueton 1890
- Le fusil 1896
- Le fusil 1889/96
- Le fusil de cadet 1896 et 1897
- Le fusil 1889/1900
- Le fusil court 1900
- Le fusil 1901
- Le mousqueton 1905
- Le fusil d'essais 1908
- Le mousqueton d'essais 1908
- Le mousqueton 1910

- Le fusil suisse d’infanterie 1896/11
- Le mousqueton 1900/11
- Le mousqueton 1905/11
- Le fusil suisse d'infanterie 1911
- Le mousqueton 1911
- Le mousqueton d'essais 1911 (Douaniers et Gardes suisses du Pape)
- Le mousqueton 1928
- Le mousqueton 1931
- Le mousqueton 1940
- Le mousqueton 1942
- Le mousqueton à lunette 31/42
- Le mousqueton à lunette 31/43
- Le mousqueton à lunette 1955 Zfk55
- Le fusil mitrailleur (fm. mod. 25)

- Le pistolet mitrailleur 19
- Le pistolet mitrailleur double pour aéronefs 19 (Doppelmaschinenpistole Ord. 19)
- Le pistolet mitrailleur 41
- Le pistolet mitrailleur 41/44

- Le révolver d'ordonnance suisse mod. 1878
- Le révolver d'ordonnance suisse mod. 1882 (Fabriqué par SIG pour les armes privées)
- Le révolver de cycliste mod. 1882-1893
- Le révolver d'ordonnance suisse mod. 1882/29

- Le pistolet Parabellum mod. 1900/06 W + F
- Le pistolet Parabellum mod. 1906/29

- La mitrailleuse 7,5 mm 1911 MG 11 (en)
- La mitrailleuse 7,5 mm 1929 et ses variantes 1938 et 1943
- La mitrailleuse 7,5 mm 1951

- Le canon pour aéronefs 20 mm et le canon DCA 20 mm 1938
- Le canon de char 24 mm 1938, l'arquebuse antichar 24 mm 1938 et 1941
- Le canon DCA 34 mm 1938

- Le Tube roquette 50
- Le Tube roquette 58
- Le Tube roquette 58/80